# Аршень
Аршень, Аршені (рум. Arșeni) — село у повіті Горж в Румунії. Входить до складу комуни Мушетешть.
Село розташоване на відстані 225 км на захід від Бухареста, 20 км на північний схід від Тиргу-Жіу, 99 км на північ від Крайови.

## Населення
За даними перепису населення 2002 року у селі проживали 46 осіб, усі — румуни. Усі жителі села рідною мовою назвали румунську.